# Láčka (trávení)

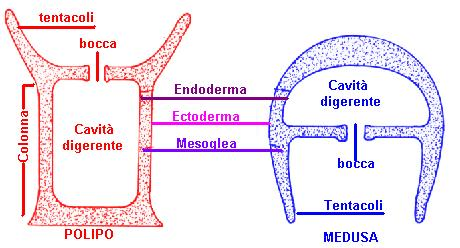
láčka u polypu

Láčka, též coelenteron nebo gastrovaskulární dutina, je neprůchozí trávicí dutina s jedním přijímacím a zároveň vyvrhovacím ústním otvorem. Vyskytuje se u žahavců a žebernatek. Vyplňuje téměř celé jejich tělo a zasahuje i do chapadel, kromě trávení také rozvádí živiny. Její entoderm je tvořen žláznatými (vylučují trávicí enzymy), vstřebávacími a bičíkatými buňkami. U medúzovců a korálnatců je láčka rozdělena přepážkami (septy) na vícero oddílů. Láčka inspirovala pojmenování láčkovci.